# Dvärgabborre
Dvärgabborre (Elassoma evergladei) är en fiskart som beskrevs av Jordan 1884. Dvärgabborre ingår i släktet Elassoma och familjen Elassomatidae. Inga underarter finns listade i Catalogue of Life.
Arten blir vanligen 2,3 cm lång och vissa exemplar når en längd av 3,4 cm. Hannar har under parningstiden en blåsvart färg med några ljusa fläckar. Honornas kropp är alltid brunaktig med mörkare strimmor och fläckar.
Dvärgabborre har sitt ursprungliga utbredningsområde i östra Nordamerika vid havet. Den är vanligast i träskområdet Everglades och den förekommer även i några floder i samma region.
Denna fisk äter vattenlevande maskar och små kräftdjur. Honor lägger 40 till 60 ägg per tillfälle. Hos exemplar som hölls i akvarium kläcks äggen efter 2 eller 3 dagar.